# Рудневский сельский совет (Путивльский район)
Рудневский сельский совет (укр. Руднєвська сільська рада) — входит в состав
Путивльского района
Сумской области
Украины.
Административный центр сельского совета находится в 
с. Руднево
.

## Населённые пункты совета
- с. Руднево

## Ликвидированные населённые пункты совета
- с. Нове Життя